# Lacunaridad

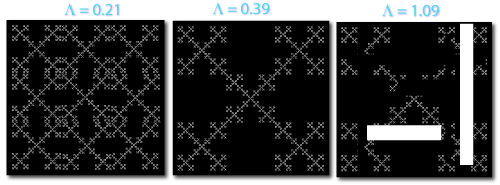
Figura 1. Patrones fractales básicos aumentando en lacunaridad de izquierda a derecha.

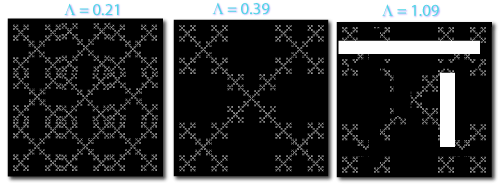
Las mismas imágenes de arriba, rotadas 90°. Mientras que las dos primeras imágenes se ven esencialmente igual que arriba, la tercera se ve diferente de su original no rotado. Esta característica se captura en las medidas de lacunaridad listadas en la parte superior de las figuras, calculadas usando software estándar de contaje de cajas en imágenes biológicas.

La lacunaridad (a veces también lagunaridad), del latín lacuna, que significa "hueco" o "laguna", es un término especializado en geometría que se refiere a una medida de cómo los patrones, especialmente los fractales, llenan el espacio, donde los patrones con más o mayores huecos generalmente tienen mayor lacunaridad. Más allá de ser una medida intuitiva de la "huequedad", la lacunaridad puede cuantificar características adicionales de los patrones, como la "invarianza rotacional" y, más generalmente, la heterogeneidad. Esto se ilustra en la Figura 1, que muestra tres patrones fractales. Cuando se rotan 90°, los dos primeros patrones bastante homogéneos no parecen cambiar, pero la tercera figura más heterogénea sí cambia y tiene correspondientemente una mayor lacunaridad. La primera referencia al término en geometría suele atribuirse a Benoit Mandelbrot, quien en 1983 o quizás tan temprano como 1977 lo introdujo como, en esencia, un complemento al análisis fractal. El análisis de lacunaridad ahora se usa para caracterizar patrones en una amplia variedad de campos y tiene aplicación en el análisis multifractal en particular (véase Aplicaciones).

## Medición de la lacunaridad
En muchos patrones o conjuntos de datos, la lacunaridad no es fácilmente perceptible o cuantificable, por lo que se han desarrollado métodos asistidos por computadora para calcularla. Como cantidad medible, la lacunaridad a menudo se denota en la literatura científica con las letras griegas {\displaystyle \Lambda } o {\displaystyle \lambda }, pero es importante señalar que no hay un estándar único y existen varios métodos diferentes para evaluar e interpretar la lacunaridad.

### Contaje por cajas para estimar la lacunaridad

Figura 2a. Cajas colocadas sobre una imagen como una cuadrícula fija.

Figura 2b. Cajas deslizantes sobre una imagen en un patrón de superposición.

Un método conocido para determinar la lacunaridad en patrones extraídos de imágenes digitales utiliza el contaje de cajas, el mismo algoritmo esencial que se usa típicamente para algunos tipos de análisis fractal. Similar a mirar una muestra a través de un microscopio con diferentes niveles de aumento, los algoritmos de contaje de cajas examinan una imagen digital desde muchos niveles de resolución para ver cómo ciertas características cambian con el tamaño del elemento utilizado para inspeccionar la imagen. Básicamente, la disposición de píxeles se mide usando elementos tradicionalmente cuadrados (es decir, en forma de caja) de un conjunto arbitrario de tamaños {\displaystyle \mathrm {E} }, convencionalmente denotados como {\displaystyle \varepsilon }s. Para cada {\displaystyle \varepsilon }, una caja de tamaño {\displaystyle \varepsilon } se coloca sucesivamente sobre la imagen, cubriéndola completamente al final, y cada vez que se coloca, se registra el número de píxeles que caen dentro de la caja. En el contaje de cajas estándar, la caja para cada {\displaystyle \varepsilon } en {\displaystyle \mathrm {E} } se coloca como si fuera parte de una cuadrícula superpuesta sobre la imagen, de modo que la caja no se superponga a sí misma, pero en los algoritmos de caja deslizante, la caja se desliza sobre la imagen superponiéndose a sí misma y se calcula la "Lacunaridad de Caja Deslizante" o SLac. La Figura 2 ilustra ambos tipos de contaje de cajas.

#### Cálculos a partir del contaje por cajas
Los datos recopilados para cada {\displaystyle \varepsilon } se manipulan para calcular la lacunaridad. Una medida, denotada aquí como {\displaystyle \lambda _{\varepsilon }}, se obtiene a partir del coeficiente de variación ({\displaystyle {\mathit {CV}}}), calculado como la desviación estándar ({\displaystyle \sigma }) dividida por la media ({\displaystyle \mu }), para píxeles por caja. Debido a que la forma en que se muestrea una imagen dependerá de la ubicación inicial arbitraria, para cualquier imagen muestreada en cualquier {\displaystyle \varepsilon }, habrá un número ({\displaystyle {\mathit {G}}}) de orientaciones posibles, cada una denotada aquí por {\displaystyle {\mathit {g}}}, sobre las que se pueden recopilar los datos, lo que puede tener efectos variables en la distribución medida de píxeles. La ecuación 1 muestra el método básico para calcular {\displaystyle \lambda _{\varepsilon ,g}}:
| {\displaystyle \lambda _{\varepsilon ,g}=(CV_{\varepsilon ,g})^{2}=\left({\frac {\sigma _{\varepsilon ,g}}{\mu _{\varepsilon ,g}}}\right)^{2}} | \| \| \| \| \| \| \| \| | (1) |
| |                         |     |
| |                         |     |

##### Distribuciones de probabilidad
Alternativamente, algunos métodos ordenan los números de píxeles contados en una distribución de probabilidad con {\displaystyle B} intervalos, y usan los tamaños de los intervalos (masas, {\displaystyle m}) y sus probabilidades correspondientes ({\displaystyle p}) para calcular {\displaystyle \lambda _{\varepsilon ,g}} según las ecuaciones 2 a 5:  
| {\displaystyle \mu _{\varepsilon }=\sum _{i=1}^{B}{m_{i,\varepsilon }p_{i,\varepsilon }}} | \| \| \| \| \| \| \| \| | (2) |
|                                                                                           |                         |     |
|                                                                                           |                         |     |

| {\displaystyle {\mathit {v}}_{\varepsilon }=\sum _{i=1}^{B}{\left(m_{i,\varepsilon }-\mu _{\varepsilon }\right)^{2}p_{i,\varepsilon }}} | \| \| \| \| \| \| \| \| | (3) |
| |                         |     |
| |                         |     |

| {\displaystyle \sigma _{\varepsilon }^{2}={\mathit {v}}_{\varepsilon }=\sum _{i=1}^{B}{m_{i,\varepsilon }^{2}p_{i,\varepsilon }-\mu _{\varepsilon }^{2}}} | \| \| \| \| \| \| \| \| | (4) |
| |                         |     |
| |                         |     |

| {\displaystyle \lambda _{\varepsilon }={\frac {\sum _{i=1}^{B}{m_{i,\varepsilon }^{2}p_{i,\varepsilon }-\mu _{\varepsilon }^{2}}}{\mu _{\varepsilon }^{2}}}={\frac {\sigma _{\varepsilon }^{2}}{\mu _{\varepsilon }^{2}}}} | \| \| \| \| \| \| \| \| | (5) |
| |                         |     |
| |                         |     |

#### Interpretación deλ
La lacunaridad basada en {\displaystyle \lambda _{\varepsilon ,g}} se ha evaluado de varias formas, incluyendo el uso de la variación o el valor promedio de {\displaystyle \lambda _{\varepsilon ,g}} para cada {\displaystyle \varepsilon } (ver Ecuación 6) y mediante la variación o promedio en todas las cuadrículas (ver Ecuación 7).
| {\displaystyle {\overline {\lambda }}_{g}={\frac {\sum _{\varepsilon =1}^{\mathrm {E} }\lambda _{\varepsilon ,g}}{\mathrm {E} }}} | \| \| \| \| \| \| \| \| | (6) |
| |                         |     |
| |                         |     |

| {\displaystyle \Lambda ={\frac {\sum _{{\mathit {g}}=1}^{\mathit {G}}{\overline {\lambda }}_{g}}{\mathit {G}}}} | \| \| \| \| \| \| \| \| | (7) |
| |                         |     |
| |                         |     |

##### Relación con la dimensión fractal
Los análisis de lacunaridad que utilizan los tipos de valores mencionados han demostrado que los conjuntos de datos extraídos de fractales densos, de patrones que cambian poco al rotarse o de patrones homogéneos tienen baja lacunaridad, pero a medida que estas características aumentan,[cita requerida] generalmente también lo hace la lacunaridad. En algunos casos, se ha demostrado que las dimensiones fractales y los valores de lacunaridad estaban correlacionados, pero investigaciones más recientes indican que esta relación no se cumple para todos los tipos de patrones y medidas de lacunaridad. De hecho, como propuso originalmente Mandelbrot, se ha comprobado que la lacunaridad es útil para distinguir entre patrones (por ejemplo, fractales, texturas, etc.) que comparten o tienen dimensiones fractales similares en diversos campos científicos, incluyendo la neurociencia.

#### Lacunaridad gráfica
Otros métodos para evaluar la lacunaridad a partir de datos de contaje de cajas utilizan la relación entre los valores de lacunaridad (por ejemplo, {\displaystyle \lambda _{\varepsilon ,g}}) y {\displaystyle \varepsilon } de maneras distintas a las mencionadas. Un método analiza la gráfica de {\displaystyle \ln } versus {\displaystyle \ln } de estos valores. Según este método, la curva puede analizarse visualmente o la pendiente en {\displaystyle {\mathit {g}}} puede calcularse a partir de la línea de regresión del gráfico {\displaystyle \log -\log }. Dado que tienden a comportarse de ciertas formas para patrones mono-, multi- y no fractales, las gráficas  {\displaystyle \log -\log } de lacunaridad se han utilizado para complementar métodos de clasificación de dichos patrones.
Para realizar estas gráficas, los datos del contaje de cajas primero deben transformarse como en la Ecuación 9:  
| {\displaystyle f\lambda _{\varepsilon ,g}=\lambda _{\varepsilon ,g}+1} | \| \| \| \| \| \| \| \| | (9) |
|                                                                        |                         |     |
|                                                                        |                         |     |

Esta transformación evita valores indefinidos, lo cual es importante porque imágenes homogéneas tendrán {\displaystyle \sigma } en algún {\displaystyle \varepsilon } igual a 0, haciendo imposible encontrar la pendiente de la línea de regresión de {\displaystyle \ln } versus {\displaystyle \ln }. Con {\displaystyle f\lambda _{\varepsilon ,g}}, las imágenes homogéneas tienen una pendiente de 0, lo que intuitivamente corresponde a la idea de ausencia de invariancia rotacional o traslacional y de huecos.
Una técnica de contaje de cajas que utiliza una caja "deslizante" calcula la lacunaridad según:  
| {\displaystyle {\mathcal {L}}(r)={\frac {\sum _{i=1}^{r^{2}}S_{i}^{2}Q(S_{i},r)}{\left(\sum _{i=1}^{r^{2}}S_{i}Q(S_{i},r)\right)^{2}}}.} | \| \| \| \| \| \| \| \| | (10) |
| |                         |      |
| |                         |      |

{\displaystyle S_{i}} es el número de puntos de datos llenos en la caja y {\displaystyle Q(S_{i},r)} la distribución de frecuencia normalizada de {\displaystyle S_{i}} para diferentes tamaños de caja.

#### Lacunaridad del prefactor
Otra forma propuesta de evaluar la lacunaridad mediante contaje de cajas, el método del Prefactor, se basa en el valor obtenido del contaje de cajas para la dimensión fractal ({\displaystyle D_{B}}). Esta estadística utiliza la variable {\displaystyle A} de la regla de escalado {\displaystyle N=A\varepsilon ^{-D_{B}}}, donde {\displaystyle A} se calcula a partir de la intersección en {\displaystyle {\mathit {y}}} de la línea de regresión ln-ln para {\displaystyle \varepsilon } y el conteo ({\displaystyle N}) de cajas que tenían al menos un píxel o bien {\displaystyle m} en {\displaystyle g}. {\displaystyle A} se ve particularmente afectada por el tamaño de la imagen y la forma en que se recopilan los datos, especialmente por el límite inferior de {\displaystyle \varepsilon } utilizado. La medida final se calcula como se muestra en las Ecuaciones 11 a 13:
| {\displaystyle A_{g}={\frac {1}{e^{{\mathit {y}}_{g}}}}} | \| \| \| \| \| \| \| \| | (11) |
|                                                          |                         |      |
|                                                          |                         |      |

| {\displaystyle {\overline {A}}={\frac {\sum _{g=1}^{G}A_{g}}{G}}} | \| \| \| \| \| \| \| \| | (12) |
|                                                                   |                         |      |
|                                                                   |                         |      |

| {\displaystyle P\Lambda ={\frac {\sum _{g=1}^{G}{\left({\frac {A_{g}}{\overline {A}}}-1\right)^{2}}}{G}}} | \| \| \| \| \| \| \| \| | (13) |
| |                         |      |
| |                         |      |

## Aplicaciones
A continuación, se presenta una lista de algunos campos donde la lacunaridad juega un papel importante, junto con enlaces a investigaciones relevantes que ilustran usos prácticos de la lacunaridad.  
- Ecología[2]
- Física[10]
- Arqueología[11]
- Imágenes médicas[6][12]
- Análisis espacial urbano[13][14]
- Estudios sísmicos[15]
- Odontología[16]
- Ciencia de los alimentos[17]